# Rukia ruki
Rukia ruki là một loài chim trong họ Zosteropidae.